# Jim Wallace
James Robert ”Jim” Wallace, Baron Wallace of Tankerness, född 25 augusti 1954 i Annan, Dumfries and Galloway i Skottland, är en skotsk politiker. När Skottland tilldelades ökat självstyre med eget parlament blev Wallace Skottlands förste biträdande regeringschef och var även första personen att representera Orkneyöarnas valkrets i det skotska parlamentet. År 2007 erhöll han icke ärftlig pärsvärdighet med plats i det brittiska parlamentets överhus och titeln baron Wallace of Tankerness (efter Tankerness på Mainland, Orkneyöarna). Den 15 oktober 2013 blev han liberaldemokraternas gruppledare i överhuset.
Wallace växte upp i Annan och studerade där tills han började på universitetet i Cambridge där han läste ekonomi och juridik. Därefter studerade han ytterligare juridik vid Edinburghs universitet och tog examen 1977. Han var ledamot av det brittiska underhuset 1983–2001.